# پارکسپا
پارکسپا (به لاتین: Parksepa) یک منطقهٔ مسکونی در استونی است که در دهستان وورو واقع شده‌است.